# Acide béhénique
L'acide béhénique ou acide docosanoïque (nom systématique) est un acide gras saturé à très longue chaîne (C22:0) de formule chimique CH3–(CH2)20–COOH. C'est un constituant majeur de l'huile de moringa, dont il constitue environ 9 %. Lorsqu'il est consommé, il est plutôt mal absorbé par l'organisme en raison de sa longue chaîne aliphatique ; malgré cela, il est un facteur d'augmentation du taux de cholestérol chez l'Homme.